# 카훌구
카훌구(루마니아어: Cahul)는 몰도바 남부에 위치한 구로 행정 중심지는 카훌이며 면적은 1,546km2, 인구는 124,800명(2011년 기준)이다. 서쪽으로는 프루트강을 경계로 루마니아와 국경을 접한다. 북쪽으로는 칸테미르 구, 동쪽으로는 타라클리아 구, 북동쪽으로는 가가우지아와 접하며 남쪽으로는 우크라이나와 국경을 접한다.